# Padre Pio da Pietrelcina (film 1997)
Padre Pio da Pietrelcina è un film televisivo del 1997 diretto da Alberto Rondalli.